# 红叶野桐
红叶野桐（学名：Mallotus paxii）为大戟科野桐属下的一个种。

## 扩展阅读
維基物種上的相關：红叶野桐